# Justin Holl
Justin Holl (* 30. Januar 1992 in Tonka Bay, Minnesota) ist ein US-amerikanischer Eishockeyspieler, der seit Juli 2023 bei den Detroit Red Wings aus der National Hockey League unter Vertrag steht. Zuvor verbrachte der Verteidiger acht Jahre in der Organisation der Toronto Maple Leafs.

## Karriere
Justin Holl spielte in der Jugend für die Minnetonka High School in der Minnesota State High School League (MSHSL). Nach einigen Spielen für die Omaha Lancers in der United States Hockey League (USHL) wurde Holl im NHL Entry Draft 2010 in der zweiten Runde an 54. Position von den Chicago Blackhawks berücksichtigt.
Er spielte im Anschluss allerdings für die University of Minnesota in den Ligen der National Collegiate Athletic Association (NCAA), von 2010 bis 2013 in der Western Collegiate Hockey Association (WCHA) und in der Saison 2013/14 in der Big Ten Conference (B1G). Während der Spielzeit 2014/15 war er für die Indy Fuel in der ECHL und die Rockford IceHogs in der American Hockey League (AHL) auf dem Eis.
Seit 2015 ist er für die Toronto Marlies in der AHL aktiv und einer der Assistenzkapitäne des Teams. Im Juli 2016 erhielt er einen Entry Level Contract von den Toronto Maple Leafs.
Ende Januar 2018 wurde er in den Kader der Maple Leafs berufen und gab sein NHL-Debüt am 31. Januar 2018 beim 5:0-Heimsieg gegen die New York Islanders, wobei er sein erstes Tor in der NHL erzielte. Er ist damit nach Ron Wilson – in der Saison 1977/78 – der zweite Verteidiger der Maple Leafs, dem dies gelang. Im darauffolgenden Spiel bei den New York Rangers konnte Holl erneut ein Tor erzielen. In der Geschichte der NHL ist er damit erst der sechste Verteidiger, der in seinen ersten zwei NHL-Spielen jeweils einen Torerfolg verbuchen konnte. Am Ende der Saison 2017/18 gewann er mit den Marlies die AHL-Playoffs um den Calder Cup. Anschließend etablierte er sich im Kader der Maple Leafs und kommt seither regelmäßig in der NHL zum Einsatz.
Nach acht Jahren in der Organisation der Maple Leafs wurde sein auslaufender Vertrag nach der Saison 2022/23 nicht verlängert, sodass er sich im Juli 2023 als Free Agent den Detroit Red Wings anschloss. Dort erhielt er einen Dreijahresvertrag mit einem Gesamtvolumen von ca. 10,2 Millionen US-Dollar.

## Erfolge und Auszeichnungen
- 2018 Teilnahme am AHL All-Star Classic
- 2018 Calder-Cup-Gewinn mit den Toronto Marlies

## Karrierestatistik
Stand: Ende der Saison 2024/25
(Legende zur Spielerstatistik: Sp oder GP = absolvierte Spiele; T oder G = erzielte Tore; V oder A = erzielte Assists; Pkt oder Pts = erzielte Scorerpunkte; SM oder PIM = erhaltene Strafminuten; +/− = Plus/Minus-Bilanz; PP = erzielte Überzahltore; SH = erzielte Unterzahltore; GW = erzielte Siegtore; 1 Play-downs/Relegation; Kursiv: Statistik nicht vollständig)